# Jeremy Alter
Pour les articles homonymes, voir Alter (homonymie).
Jeremy Alter est un acteur, réalisateur et producteur de cinéma américain.

## Filmographie partielle

### Comme réalisateur
- 1999 : The Godson (court-métrage)
- 2009 : The Perfect Sleep

### Comme acteur
- 1999 : The Godson (court-métrage) : Al Neri Jr.
- 2006 : Inland Empire, de David Lynch

### Comme producteur
- 1999 : The Godson (court-métrage)
- 2006 : Inland Empire, de David Lynch
- 2008 : Dark Streets (en), de Rachel Samuels
- 2009 : The Perfect Sleep